# Pas cobert a la perllongació del carrer Vilanova
Pas cobert a la perllongació del carrer Vilanova és una obra de Tàrrega (Urgell) inclosa a l'Inventari del Patrimoni Arquitectònic de Catalunya.

## Descripció
Pas cobert situat al carrer Vilanova de Tàrrega entre el carrer de l'Estudi i el carrer de les Piques. És un pas de molt poca allargada format per dues arcades a banda i a banda de gran bellesa arquitectònica i estilística. Els arcs són lleugerament apuntats formats per carreus de pedra regular que finalitzen en el sòl. A l'interior del pas, entre arcada, solament es pot apreciar una coberta totalment plana, també de pedra. Està situat entre dues façanes de dos edificis annexos que les permet comunicar-se per la part superior del pas. Tota l'estructura arquitectònica està construïda amb carreus de pedra tallats irregularment units amb morter i argamassa i disposats de qualsevol manera. Aquest aparell està parcialment arrebossat, el qual no es manté en gaire bon estat de conservació.

## Història
En aquest indret s'hi construïren, possiblement, les primeres cases fora del peu del castell. Era la vila nova. Amb l'edificació de la muralla, aquest carrer es convertí en tros de mur quan anava del portal del carrer de les Piques fins al portal del carrer d'Agoders. Hom també el coneix com el Mur del Castellana, que ara està situat al darrere de les cases de Cal Castellana del carrer d'Agoders.